# Zé Peixe
José Martins Ribeiro Nunes, mais conhecido como Zé Peixe (Aracaju, 5 de janeiro de 1927 - Aracaju, 26 de abril de 2012), foi um prático brasileiro que se tornou uma figura lendária no estado de Sergipe, devido a seu modo incomum de exercer sua atividade. Foi agraciado com diversos prêmios e homenagens, e é lembrado como um dos sergipanos mais notórios de todos os tempos.
Por muitos anos, Zé Peixe atuou como prático conduzindo embarcações que entravam e saíam de Aracaju, pelo Rio Sergipe. O inusitado, em sua tarefa, se devia ao fato de não necessitar de embarcação de apoio para transportá-lo após conduzir o navio até fora da barra, ele saltava e voltava à terra nadando. Segundo ele, o trajeto a nado poderia durar de 1 hora e meia até 3 horas, dependendo das condições do vento.

## Biografia
Nascido em Aracaju, filho de Vectúria Martins, uma professora de matemática, e de Nicanor Ribeiro Nunes, um funcionário público, terceiro de uma prole de seis crianças, foi criado numa casa em frente ao rio Sergipe, na atual avenida Ivo do Prado, próximo à capitania dos portos, e que pertencera a seus avós. Lá, viveu até sua morte. Aprendeu a nadar com seus pais, e desde a infância brincava no rio ou o atravessava a nado para pegar os frutos dos cajueiros na outra margem.
Com 11 anos, já era um exímio nadador. Enquanto os outros meninos iam de canoa até a praia de Atalaia, ele ia a nado. Um dia, o comandante da marinha Aldo Sá Brito de Souza estava desembarcado na Capitania dos Portos, pois sua âncora tinha se enganchado no fundo do rio, e ao observar a destreza do garoto José Martins, o apelidou de "Zé Peixe", alcunha que se firmou.
Dos irmãos, Rita (que também ganhou o apelido "Peixe") era a única que o acompanhava nas aventuras no rio, mesmo à noite, com a desaprovação dos pais, que achavam que este não era um comportamento adequado para uma menina. Sempre lhes dava broncas e até escondiam as roupas de banho da garota (o que nada adiantava, pois iam nadar com o uniforme escolar mesmo, o qual colocavam para secar depois nos fundos da casa). Seus pais também preferiam que Zé Peixe se ativesse aos estudos e lições de casa, mas ele só queria saber de ficar na praia vendo o fluxo dos barcos e desenhando navios; ou no rio. orientando os capitães sobre as mudanças dos bancos de areia em seu leito.
Fez o ginásio no Colégio Jackson de Figueiredo e concluiu o segundo grau no Colégio Tobias Barreto. Ao completar 20 anos, ingressou no serviço de “prático” da Capitania dos Portos. Casou-se na década de 60, mas nunca teve filhos. Foi viúvo durante 25 anos da sra Maria Augusta de Oliveira Nunes. 
Seu jeito vigoroso, corajoso, independente e trabalhador sempre foram vistos como exemplos de caráter e de envelhecimento digno. Ao longo de décadas, foi tema de vários jornais, revistas, livros, entrevistas e reportagens televisivas, tanto nacionais quanto internacionais. Foi uma das atrações que conduziu a tocha pan-americana em Sergipe durante os Jogos Pan-Americanos de 2007 no Rio, fazendo o trajeto de barco.
Antes de falecer, se afastou do mar, pois sofria de Mal de Alzheimer, que o deixou limitado e restrito a sua casa, onde era assistido pela família.          

### Praticagem
Em 1947, seu pai o fez ir até o serviço da Marinha, onde, mediante concurso, foi admitido como Prático do Estado, lotado na Capitania dos Portos de Sergipe, profissão que exerceu por mais de meio século (naquela época a remuneração de prático era bem mais modesta).
A barra do Rio Sergipe era uma das piores entradas portuárias do país. Zé Peixe, por sua dedicação e seu conhecimento detalhado da profundidade das águas, das correntezas e da direção do vento, sempre se destacou no serviço de praticagem.
Mas foi seu modo peculiar de trabalhar que o fez famoso em vários meios de comunicação. Quando um navio tinha que sair do porto guiado pelo prático, Zé Peixe não utilizava um barco de apoio: subia a bordo e, uma vez guiada a embarcação para o mar aberto, amarrava suas roupas e documentos na bermuda e saltava do parapeito da nave em queda livre de 17 metros até a água (uma altura equivalente a 5 andares), nadava até 10 km para chegar à praia, e ainda percorria a pé outros 10 km até a sede da Capitania dos portos.
Nas chegadas dos navios ao porto, as vezes se utilizava duma prancha para ir em busca das embarcações mais distantes, e as aguardava em cima da boia de espera (a 12 km da praia) durante a noite toda ou mesmo durante um dia todo, até a maré ser propícia à aproximação e ao desembarque no porto. Zé Peixe realizou esses feitos até em sua idade avançada, o que surpreendia tripulação e comandantes desavisados. Certa vez, um comandante russo ordenou que o segurassem antes do salto, pois pensou que o mesmo estava fora de si.
Várias outras situações demonstravam sua bravura na profissão, o que lhe rendeu muitas homenagens. Já aos 25 anos, salvou três velejadores do Rio Grande do Norte. Quando vinha orientando uma embarcação a vela para fora da barra, a mesma virou e lançou todos os tripulantes ao mar revolto. Zé Peixe e sua irmã Rita conseguiram trazer os velejadores a salvo até a praia. Outro acontecimento foi com o navio Mercury. Vindo com funcionários duma plataforma da Petrobras, pegou fogo em alto mar. O prático chegou ao navio em chamas num barco de apoio e, apesar do risco de explosão, subiu a bordo e orientou a embarcação até um ponto mais seguro onde todos pudessem saltar e nadar à terra firme.
Foi agraciado com vários prêmios e medalhas: pelo salvamento da iole potiguar (barco a vela) recebeu a medalha ao mérito em ouro do Rio Grande do Norte; por seus dedicados anos de trabalho recebeu a Medalha Almirante Tamandaré (criada em 1957, homenageia instituições e pessoas que tenham prestado importante serviço na divulgação ou no fortalecimento das tradições da Marinha do Brasil);  homenageado com a Medalha de Ordem ao Mérito Serigy, a mais alta condecoração do município de Aracaju; e eleito o Cidadão Sergipano do Século XX. Em 2009, com 82 anos e já enfermo, solicitou junto à Marinha seu afastamento definitivo da praticagem (Portaria N 141/DPC, 13/10/2009).

### Estilo de Vida
Um homem franzino e introvertido de 1,60m de altura e 53 Kg, sempre cativante por sua humildade, dignidade e simpatia, Zé Peixe quase nunca comia  e não se banhava com água doce. Sua dieta se baseava em pães com café pela manhã e era rica em frutas durante todo o dia. Também não fumava, nunca bebeu álcool, dormia às 20h da noite e acordava às 6h. Apesar da insistência dos pais, desde criança não tomava banho de água doce, pois vivia no mar. No entanto, tinha o ritual de manter barba e cabelos sempre cortados.
Quando fora de serviço, gostava de ir cedo cuidar de seus botes atracados em frente à capitania dos portos, ir tomar banho de mar e andar de bicicleta até o mercado, onde comprava frutas. A pé ou em bicicleta, só andava descalço. Usava sapatos somente em ocasiões especiais ou quando ia às missas da Igreja do São José ou do Colégio Arquidiocesano.
Nunca saiu do lugar onde nasceu. A antiga casa, toda pintada de branco por fora e azul por dentro, é muito simples. Entulhada de lembranças, títulos e medalhas que Zé Peixe juntou na vida, além de miniaturas e desenhos de barcos, e de imagens de santos católicos. Morreu em Aracaju na tarde de 26 de abril de 2012, vítima de insuficiência respiratória, aos 85 anos.Um exemplo de dedicação e honra.